# 福田港 (香川県)
福田港（ふくだこう）は、香川県小豆郡小豆島町福田の小豆島東岸にある、地方港湾。港湾管理者は香川県。

## 航路
- 姫路港（飾磨） - 福田港（小豆島フェリー、航行時間約100分）（第三おりいぶ丸）（第五おりいぶ丸）

※国道436号の海上区間。本港からは小豆島を南回り（草壁港・池田港を経由）して土庄港へ通じる。

## 路線バス
小豆島オリーブバスが運行。本港が終点となる。
- 北廻り福田線（ - 大部港 - 土庄町中心部 - 池田港 - 小豆島中央病院、夜1便のみ土庄港行き）
- 南廻り福田線（ - 草壁港 - 池田港 - 土庄港）

土庄港までは北回りのほうが所要時間は短い（北回り50分、南回り1時間）。ただし、2016年3月改編で北回りは最終1便のみが土庄港行きで残る他は、小豆島中央病院行きに変更されている（土庄町内にて土庄港行きに乗り継ぎ可能）。
福田港での停車場所は双方異なっており、特に北回り福田線の福田港バス停は県道26号線の伊豆川を渡った先にある「松月食堂」を過ぎた付近に位置しており、フェリー乗り場近くにある南回りの乗り場とは約120m離れているため注意が必要である。

## 周辺情報
港には食堂などもあるが、周辺に店は少ない。
- 国道436号（南回り）
- 香川県道26号土庄福田線（北回り）
- 香川県道246号福田港神懸線（寒霞渓へ通じる）
- 醤の郷